# Æbeløgade
Æbeløgade er en gade på Ydre Østerbro i København. 
Gaden strækker sig over 350 m mod nordvest fra Sankt Kjelds Plads til Lyngbyvej, hvor den ender blindt og fortsætter i Vognmandsmarken og Hans Knudsens Plads. Æbeløgade krydses omtrent midt på af Omøgade.

## Gadens historie
Æbeløgade er en del af ø-gade-kvarteret og fik sit navn i 1926. Æbelø ligger i Kattegat, ca. 4 km nord for Fyn.
Området var længe præget af Klondyke-agtigt byggeri: Et virvar af lave træbygninger der blot skulle yde lidt ly til værksteder og forretninger. Det er meget fint beskrevet af Ib Spang Olsen i Lille Dreng på Østerbro. Der er en lille smule tilbage i Københavns Listefabrik og Østerbros Tømmerhandel, hvis høje hegn af planker med bevogtet indgang minder om den flyoplagsplads Tintin opdager i Tintins oplevelser nr. 19, Koks i lasten.
I midten af 1900-tallet var der en del handel og produktion i gaden. I nr. 29 lå for eksempel Lyngbyvang Vaskeri, i nr. 4 Københavns Maskinauktioner og Normex. I nr. 26 var der Aladin Tæppe Service og tæppereparation ved Martin Madsen. Kjoleatelier Madam lå i nr. 30, ved G. Jensen. Anita Pontoppidan havde en trikotagefabrik i nr. 46 og Johannes Christensen på anden sal i nr. 40 var forhenværende formand for Københavns Amatør Bokse-Union. 
I 2011 og 2012 er der opført nye beboelsesejendomme i gaden, begge med dagligvarebutikker i stueplan. 

## Nævneværdige bygninger i gaden
Kontorhuset Skt. Kjelds Gård  , der blev opført af Bøje Nielsen i 1970'erne. Her har Danmarks Statistik og Arbejdsskadestyrelsen siden haft adresse. Ankestyrelsens familieretsafdeling og Adoptionsnævnet ligger også i bygningen. 
Nr. 4 rummer en trekantet baggård, hvor der står med store hvide bogstaver ”CHR HEEB EFTF. MASKINER, BILER, BØGER, INDBO, HITTEGODS M.M.”, uret ovenover siger permanent 11:28. Nu er der et gokart-center på stedet. 
Ryparken Station med S-togs-linjerne A, Bx og H er beliggende ca. 400 m væk. Buslinjerne 14, 150S, 184 og 185 standser ved Hans Knudsens Plads, mens linje 12 standser på Sankt Kjelds Plads. 
55°42′42.2″N 12°33′44.61″Ø / 55.711722°N 12.5623917°Ø